# Xawery Żuławski
Xawery Żuławski (Varsavia, 22 dicembre 1971) è un regista, sceneggiatore e attore polacco.

## Biografia
È figlio dell'attrice Małgorzata Braunek e del regista Andrzej Żuławski.
Nel 1995 si è laureato alla Scuola nazionale di cinema, televisione e teatro Leon Schiller di Łódź.
Nel 2009, con il suo film Wojna polsko-ruska, tratto dall'omonimo controverso romanzo di Dorota Masłowska, vinse il primo premio nella categoria "New Polish Films competition" della 9ª edizione del New Horizons Film Festival a Breslavia.
Sposato con Maria Strzelecka, ha due figli: Kaj (nato nel 2002) e Jagna (nata nel 2009).

## Filmografia

### Regista
- Wiadomość od Jimiego (1993)
- King of the Dwarfs, episodio del film Europe - 99euro-films 2 (2003)
- Chaos (2006)
- Wojna polsko-ruska (2009)
- Diagnoza (2017)
- Mowa ptaków (2019)

### Sceneggiatore
- Wiadomość od Jimiego (1993)
- King of the Dwarfs, regia di Xawery Żuławski, episodio del film Europe - 99euro-films 2 (2003)
- Chaos (2006)
- Wojna polsko-ruska (2009), based on a novel by Dorota Masłowska

### Attore
- La Fidélité (2000)
- Portret podwójny (2000)
- Bellissima (2001)